# 안드레아 메사
안드레아 메사(Andrea Meza, 1994년 8월 13일 ~ )는 멕시코의 모델, 미인 대회 우승자이다. 미스 유니버스 2020에 멕시코 대표로 참가해 우승했으며, 미스 월드 2017에도 멕시코 대표로 참가해 2위까지 오른 경력이 있다.